# Universidad Nacional del Oeste
La Universidad Nacional del Oeste  (UNO) es una universidad pública argentina creada por ley 26.544 del 11 de noviembre de 2009 y ubicada en la ciudad de San Antonio de Padua, Partido de Merlo, Provincia de Buenos Aires.

## Antecedentes
La idea de crear una universidad pública en el distrito de Merlo fue impulsada por el intendente Raúl Othacehé y por su esposa Mónica Arnaldi desde 1998. El 16 de marzo de 2000, la entonces diputada nacional Mónica Arnaldi (mandato 1999-2003) presentó el proyecto de creación de la Universidad del Oeste, pero este no prosperó.
El 17 de septiembre de 2007, el senador José Pampuro presenta el proyecto 2937/07 para la creación de la universidad.

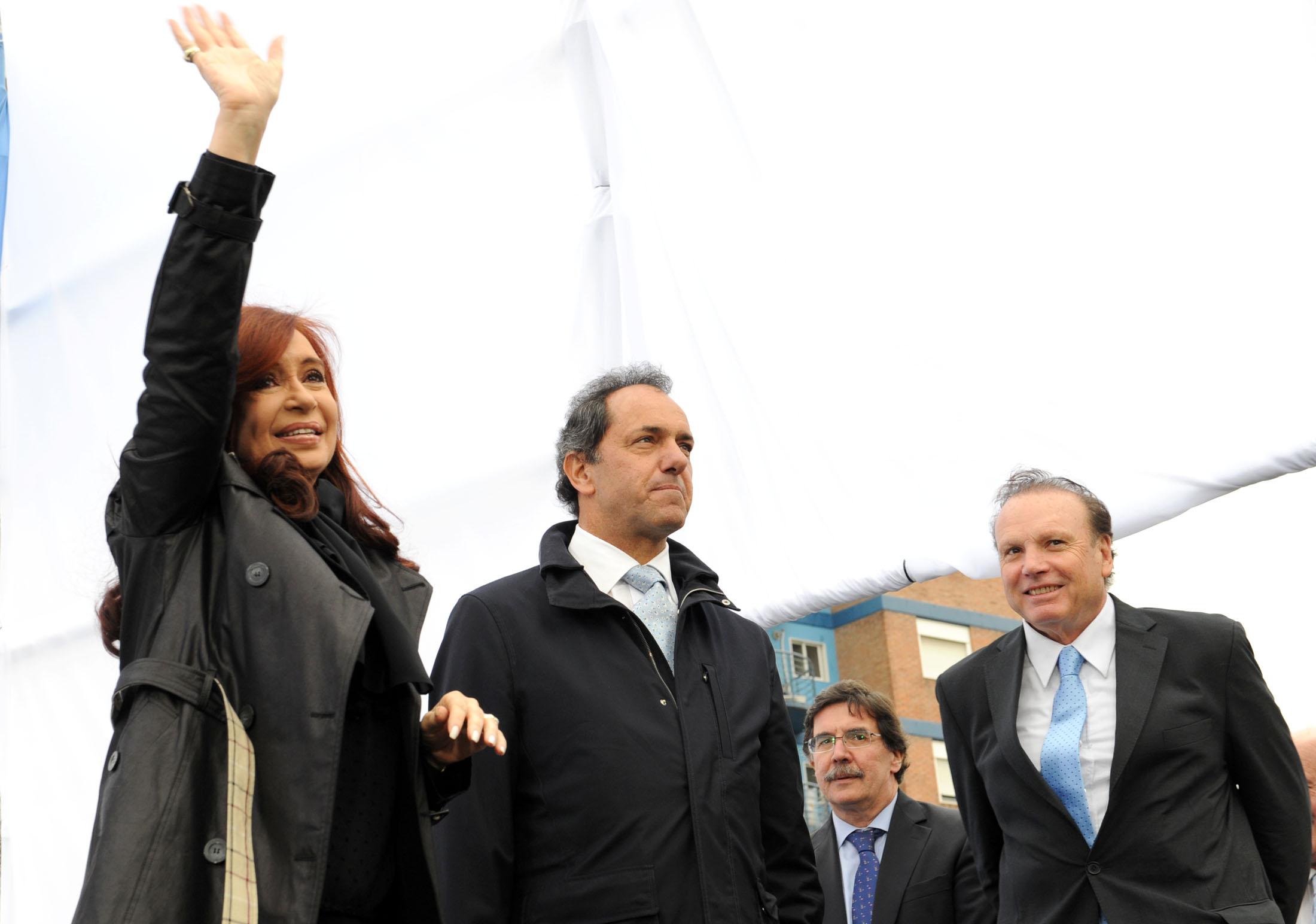
Cristina Fernández, Daniel Scioli, Alberto Sileoni y Raúl Othacehé, inaugurando la Universidad Nacional del Oeste.

Por ley 26.544 del 11 de noviembre de 2009, se crea la Universidad Nacional del Oeste.
Por decreto 900/2010 del 29 de junio de 2010, se designa al doctor Marcelo Raúl Ducrós —presidente del Rotary Club de Merlo— como Rector Organizador de la Universidad Nacional del Oeste, por un plazo cuatro años. Las demás autoridades son: Secretario de Asuntos Académicos Martín Othacehé (hijo del intendente Raúl Othacehé y también concejal Frente para la Victoria), Secretario de Extensión Universitaria Adrián Outeda (Secretario de Educación de la Municipalidad de Merlo) y Secretario de Asuntos Administrativos el también concejal oficialista Atilio Tarnoczy.
En mayo de 2011 se decidió que el rectorado comenzase a funcionar en el edificio del viejo club house del Ituzaingó Golf Club en la ciudad de San Antonio de Padua de la calle Belgrano 369, frente a la Estación San Antonio de Padua.
El 16 de septiembre de 2011, en el 35.º aniversario de La Noche de los Lápices, la presidenta Fernández inauguró oficialmente la Universidad Nacional del Oeste.
Debido a la carencia de infraestructura edilicia, la Universidad del Oeste llegó a un acuerdo con la Orden Franciscana para que alumnos de la universidad cursen sus estudios en las instalaciones del complejo monástico de la Iglesia de San Antonio de Padua, ubicado en Avenida Centenario 1399 de la ciudad de San Antonio de Padua.
En octubre de 2013 la Asamblea de la Universidad Nacional del Oeste votó al abogado Martín Othacehé y al ingeniero Daniel J. Blanco como Rector y Vicerrector respectivamente. En mayo de 2016, luego de que el Consejo Superior denunciara al Rector por graves irregularidades en la gestión, la Asamblea Universitaria le solicitó su renuncia. Al no hacerse efectiva, tres meses después, el sábado 13 de agosto, la Asamblea dispuso su remoción por 54 votos a 4. Quedó a cargo del Rectorado el Vicerrector ingeniero Daniel J. Blanco.
La Universidad Nacional del Oeste termina entonces su proceso de normalización institucional y trabaja junto con los diferentes actores políticos y sociales para el bienestar de los estudiantes, a quienes considera los partícipes fundamentales de la institución.
El Ministerio de Educación reconoció lo dispuesto por la Asamblea y firmó un acta avalando a las nuevas autoridades.
El 13 de octubre de 2017 una nueva Asamblea Universitaria eligió al licenciado Roberto Jesús Gallo como Rector, acompañado por el Daniel José Blanco como Vicerrector.

## Carreras
La oferta académica de la Universidad Nacional del Oeste se compone de:
TECNICATURAS:
- Tecnicatura Universitaria en Administración - 3 años
- Tecnicatura Universitaria en Administración Pública - 3 años
- Tecnicatura Universitaria en Administración de Recursos Humanos - 3 años
- Tecnicatura Universitaria en Asuntos Económicos - 3 años
- Enfermería - 3 años
- Analista en Informática - 3 años
- Tecnicatura Universitaria en Redes Informáticas - 2 años y medio
- Tecnicatura Universitaria en Tecnologías Web - 2 años y medio
- Tecnicatura Universitaria en Procesos Industriales - 3 años
- Tecnicatura Universitaria en Investigación Criminal -2 años y medio

GRADO:
- Ingeniería Química - 5 años
- Licenciatura en Administración - 4 años
- Licenciatura en Administración Pública - 4 años
- Licenciatura en Economía - 4 años
- Licenciatura en Administración de Recursos Humanos - 4 años
- Licenciatura en Enfermería - 5 años
- Odontología - 5 años
- Licenciatura en Informática - 5 años
- Ingeniería Ambiental - 5 años
- Abogacía - 5 años ( carrera nueva )

POSGRADO:
- Maestría en Gestión Integral de Residuos Sólidos Urbanos - 2 años
- Maestría en Gestión de Organizaciones Educativas - 2 años
- Especialización en Docencia Universitaria - 1 años

CICLOS DE COMPLEMENTACIÓN CURRICULAR:
- Licenciatura en Educación Física - 2 años
- Licenciatura en Gestión Educativa - 2 años
- Licenciatura en Matemática - 2 años

## Actos de Colación de la Universidad Nacional del Oeste
- I Colación de Grado - Primer Acto: 14 de junio de 2017
- I Colación de Grado - Segundo Acto: 15 de junio de 2017
- II Colación de Grado: 21 de diciembre de 2017
- III Colación de Grado: 27 de septiembre de 2018
- IV Colación de Grado: 25 de octubre de 2018
- V Colación de Grado: 4 de septiembre de 2019
- VI Colación de Grado: 20 de noviembre de 2019